# Garo Kahkejian
Garo Kahkejian (en arménien : Կարո Քահքեջյան), né le 24 mars 1962 à Alep et mort au combat le 26 juin 1993 à Maghavouz, est un combattant arménien de la guerre du Haut-Karabagh. Il était le fondateur et le chef des Croisés (en arménien : Խաչակիրներ), un détachement militaire de volontaires. Son surnom de guerre était L'ours blanc.
Garo Kahkejian est un exemple de combattant de la guerre du Haut-Karabagh issu de la diaspora arménienne, à l'instar de Monte Melkonian.

## Biographie
Kahkedjian est né en 1962 à Alep, en Syrie. Son grand-père Sahak, plus connu sous son nom de guerre Aslan, combattit en Arménie occidentale et en Artsakh pendant la période du mouvement de libération nationale arménien et fut le garde du corps du général Drastamat Kanayan.
Après avoir été diplômé des écoles arméniennes d'Alep et du Liban, il déménage avec sa famille au Nigeria. En 1978, il s'installe en Allemagne pour obtenir un diplôme en architecture. Il est diplômé de la Faculté de génie mécanique de l'Université d'ingénierie de Francfort. Après l'obtention de son diplôme, il vit à Fresno, en Californie.
À la suite du séisme de 1988, Kahkedjian vient pour la première fois en Arménie.
Dans la foulée de la violence interethnique en Azerbaïdjan, Kahkedjian organise le détachement des Croisés et participé aux batailles de Martuni, Hadrut, Martakert, Lachin et Kelbajar. Kahkedjian est tué le 26 juin 1993 près de Martakert. Il est tué par d'un tir d'arme légère, selon son frère Tro Kahkejian.
Garo Kahkejian est enterré au cimetière militaire d'Erablur.